# Tewfik Pachá
Muhammad Tawfiq (árabe: محمد توفيق باشا) , también conocido como Tewfik Pasha (El Cairo, 15 de noviembre de 1852 - Heluan, 7 de enero de 1892), fue un jedive de Egipto (15 de noviembre de 1879 - 7 de enero de 1892), y el sexto gobernante de la dinastía de Mehmet Alí.

## Biografía
Tewfik era hijo del jedive Ismail, y nació en El Cairo. En 1866, Ismail tuvo éxito en sus esfuerzos para alterar el orden de sucesión, que en vez de pasar al varón de más edad descendiente de Mehmet Alí, su tío Halim Pashá, sería transmitido ahora de padre a hijo mayor. Como era el hijo mayor no viajó a Europa para completar su educación, y pasó en Egipto su juventud en su palacio.
Se casó en  1873 con su pariente Emine Ibrahim Hanımsultan, quien fuera su única esposa.
En 1878, Tewfik fue nombrado presidente del consejo tras la dimisión de Nubar Pachá ocupando este cargo apenas por algunos meses, tras lo cual volvió a su palacio.
El 26 de junio de 1879, Ismail, según el deseo de Gran Bretaña y Francia, fue depuesto por el sultán otomano, que al mismo tiempo envió las órdenes para que Tewfik fuese proclamado jedive.

## Gobierno

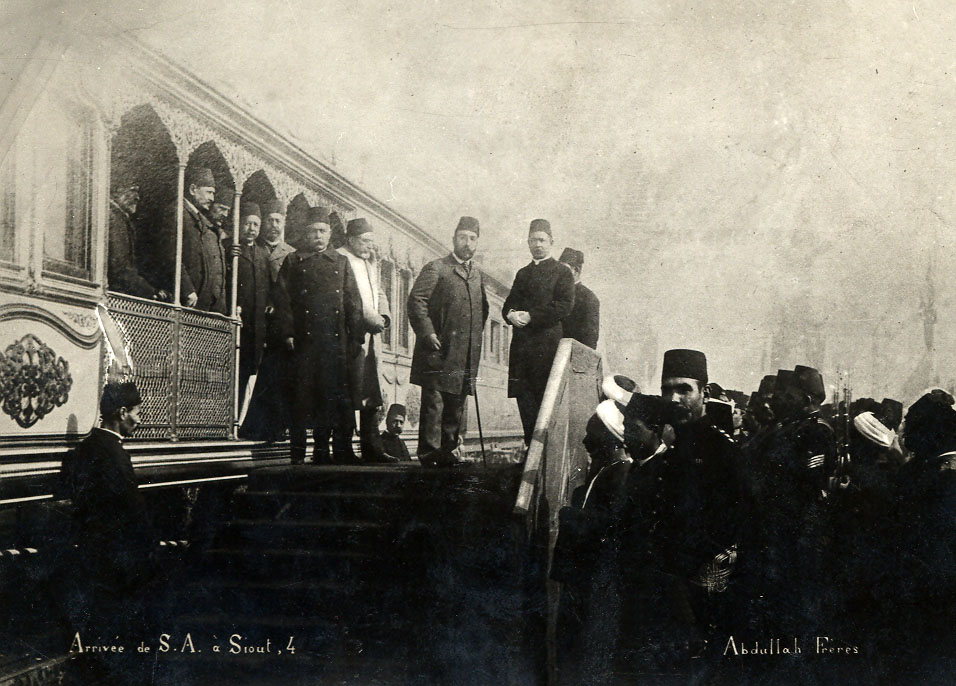
Tewfik Pasha en la estación de tren de Asyut.

Por entonces Egipto estaba envuelto en  problemas financieros y políticos provocados por la política de su padre, Ismail Pachá. En noviembre de 1879 intervinieron los gobiernos francés y británico, y durante más de dos años Evelyn Baring, Auckland Colvin, y monsieur de Blignieres, prácticamente gobernaron el país. Tewfik trató en todo momento de contentar los intereses extranjeros y restituyó de inmediato el gobierno mixto. Se estableció el 50 por 100 de los ingresos del país para pagar la deuda externa.
Los súbditos de Tewfik estaban insatisfechos y molestos con las injerencias europeas, su ejército descontento por las reducciones de empleos. La insatisfacción culminó en un movimiento anti-extranjeros y muchos oficiales del ejército se unieron a los nacionalistas y se levantaron contra el gobierno en 1881 dirigidos por el coronel Ahmed Orabi, que obtuvo el control del ejército. Durante la sublevación Tewfik intentó por todos los medios que Estambul interviniera en su favor, o las fuerzas europeas, pero ambas partes se mostraron recelosas porque no querían incrementar las tensiones con los miembros del ejército. En 1882 la situación fue de tal magnitud que el Reino Unido, en solitario, acordó intervenir, iniciándose la Guerra anglo-egipcia. En julio de 1882, la actitud de Orabi, que efectuaba trabajos defensivos en gran escala, llevó al almirante británico (Sir Beauchamp Seymour) a declarar que bombardearía las fortalezas de Alejandría en caso de que no le fuesen entregadas. Como el ejército egipcio se negase, los británicos bombardearon Alejandría y derrotaron a los nacionalistas egipcios en Tel el Kebir el 13 de septiembre de 1882. Un ejército compuesto por 20.000 soldados británicos ocupó el Canal de Suez. Un mes más tarde todo Egipto fue ocupado por las tropas.
Tewfik volvió a El Cairo "asistido" por Lord Dufferin, comisario especial británico, pues Gran Bretaña ocupó temporalmente el país. 
En 1884, Sir Evelyn Baring (Lord Cromer) retornó a  Egipto como agente diplomático y cónsul-general de Gran Bretaña. En junio de 1888 las divergencias entre el gobierno egipcio y el agente británico llevaron a Tewfik a ‘cesar’ a  Nubar Pashá y nombrar a Riyad Pashá para formar un nuevo  ministerio.
En el Sudán, bajo dominio egipcio, estalló en 1881 la rebelión mahdista, que en 1885, tras derrotar un ejército egipcio-británico, conquistó la capital Khartum. El general británico Lord Kitchener dirigió las campañas contra los mahdistas, llevadas a cabo de 1896 a 1898, que acabaron con la rebelión. En 1899 acordaron que Sudán fuese gobernado por un gobernador–general nombrado por el khedive con el consentimiento británico; en la práctica, el Sudán Anglo-Egipcio fue gobernado por los británicos.
Murió el 7 de enero de 1892, en el palacio de Helwan, cerca de El Cairo, y fue sucedido por su hijo mayor, Abbas II.
| Predecesor: Ismail Pachá             | Jedive de Egipto y de Sudán 1879 - 1892                                                 | Sucesor: Abbas II               |
| Predecesor: Ismail PacháSherif Pachá | Primer ministro de Egipto 1879 (10 de marzo-7 de abril) (18 de agosto-21 de septiembre) | Sucesor: Sherif PacháRiaz Pachá |

- Datos: Q374306
- Multimedia: Tewfik Pasha / Q374306